# Коста Кујунџић
Коста Кујунџић (Ливно, 2. мај 1847 — Ливно, 8. јул 1925) био је српски политичар из Босне и Херцеговине.
Трговац по занимању, један од пионира увођења школског образовања међу православним становништвом у Босни и Херцеговини. Био је директор Српске православне школе у Ливну, те је управљао градњом нове школске зграде у којој је смјештена данашња ливањска гимназија.
Од 1896. стајао је на челу покрета који се борио за успоставу црквене и образовне аутономије Срба у Босни и Херцеговини. Политички се ангажује као оштар критичар аустроугарске анексије Босне и Херцеговине. Од 1908. предсједник је Српске народне организације. Био је заступник у првом сазиву Босанско-херцеговачког сабора 1910, те народни посланик у Београду 1919. Из политичког живота повукао се 1920. године.
Његов син Богољуб Кујунџић био је министар у више влада Краљевине Југославије и Недићеве Србије. Његова ћерка Милка била је удата са српског пјесника из Петровца Богдана Милановића Крајишника.